# Kościół św. Józefa i św. Piotra z Alkantary w Kaliszu
Kościół św. Józefa i św. Piotra z Alkantary w Kaliszu – zabytkowy kościół poreformacki mieszczący się w Kaliszu, przy ulicy Śródmiejskiej 43.

## Historia

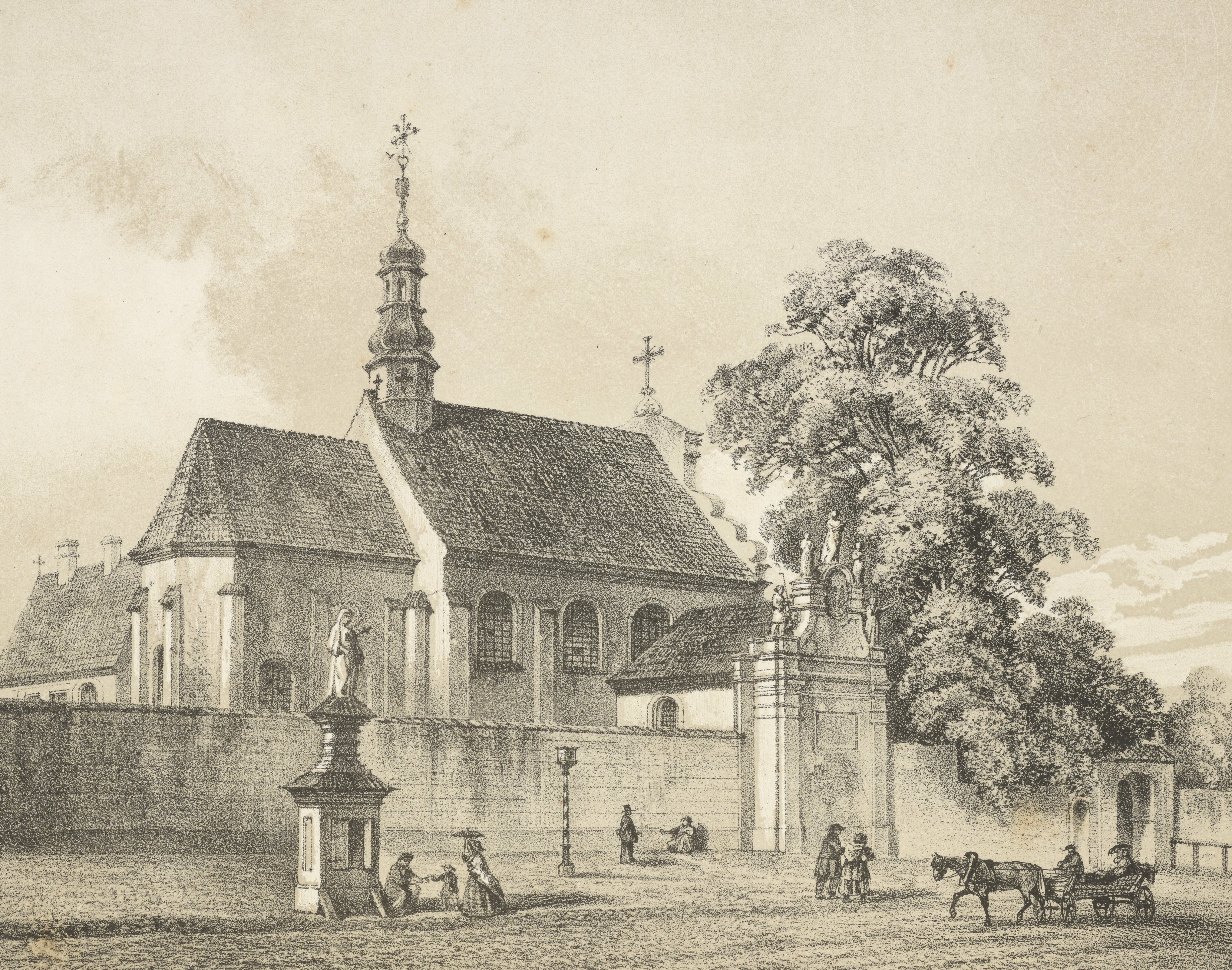
Widok kościoła przed 1858

Kościół zbudowany został w stylu barokowym w latach 1665–1673, zniszczony bombardowaniem przez Niemców w sierpniu 1914, odbudowany w latach 1919–1921 dla sióstr nazaretanek. W bocznych nawach barokowe obrazy św. Marii Magdaleny, św. Piotra Apostoła oraz św. Dydaka autorstwa Bonifacego Jatkowskiego. Świątynia jednonawowa z przyległą, dobudowaną w latach 1728–1731 barokową kaplicą Żołnierską z fundacji Piotra Sokolnickiego, chorążego poznańskiego, polichromowaną, oddzieloną od kościoła kutą kratą żelazną. Ołtarze, chór, ambona, ławki – rokokowe.
Organy wybudowała firma Sauer. Instrument translokowany po II wojnie światowej i zamontowany w starej szafie organowej.
Obecnie świątynia pełni funkcję kościoła parafialnego parafii Świętej Rodziny.

## Galeria

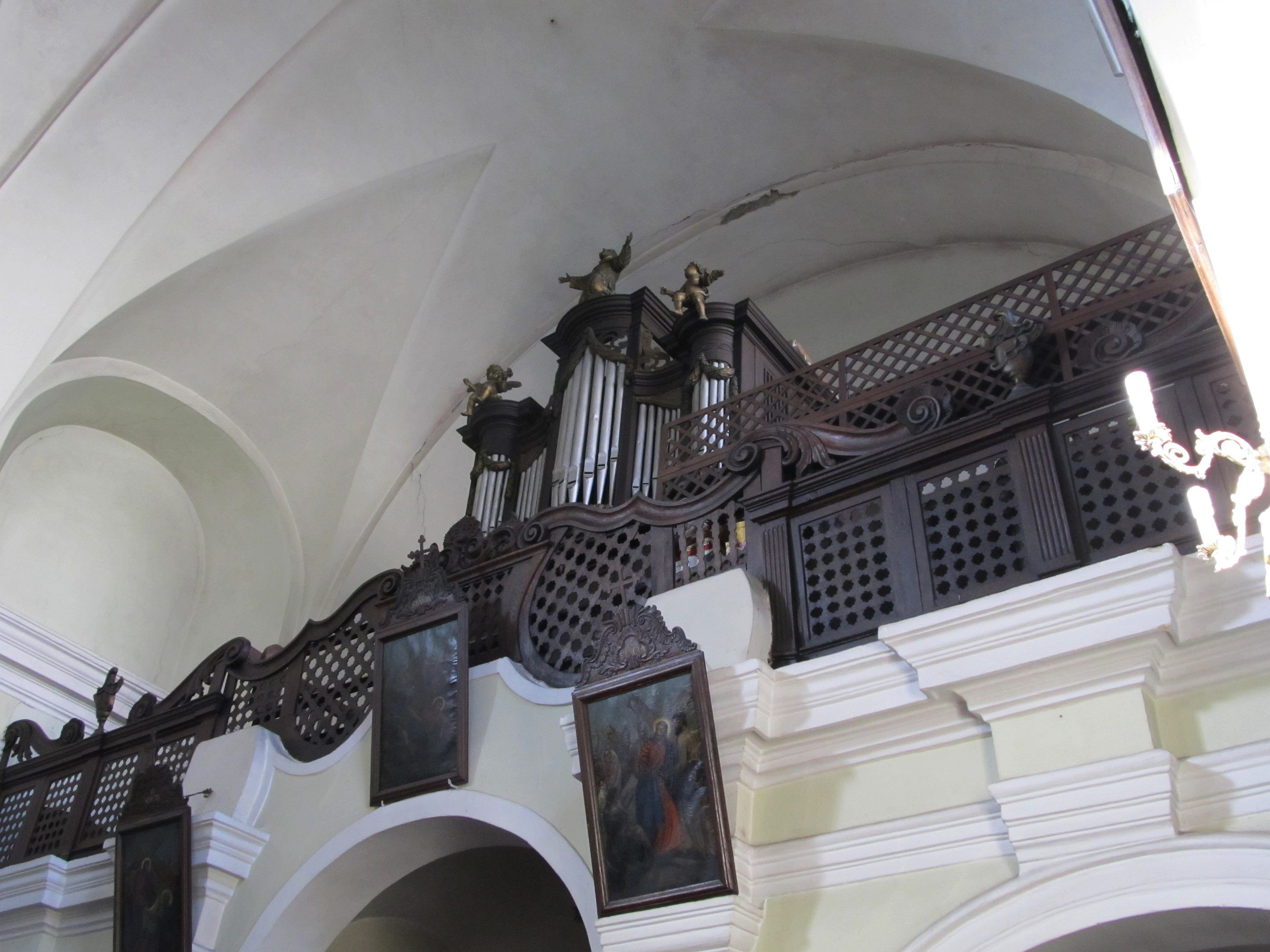
Empora organowa
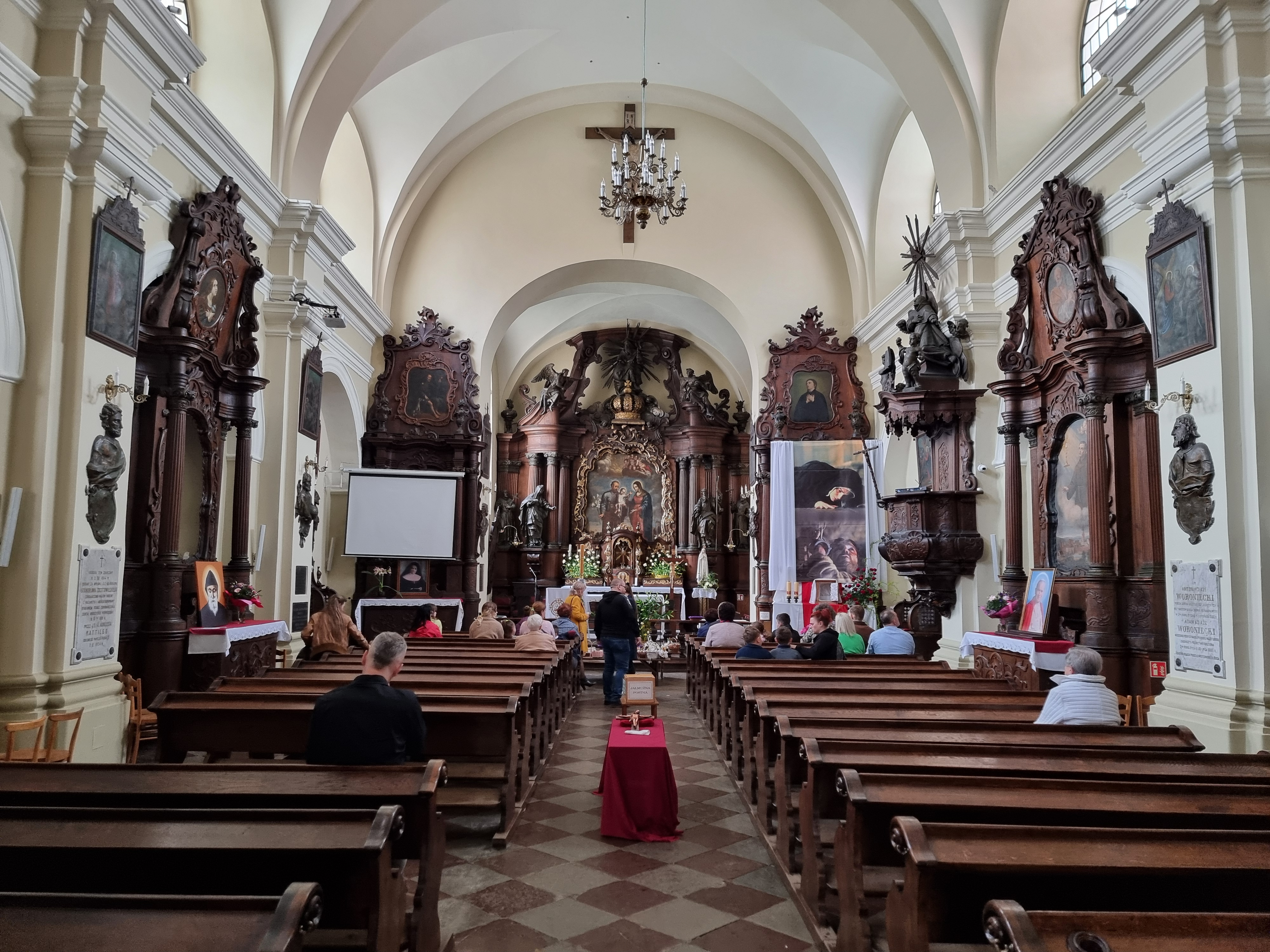
Wnętrze kościoła
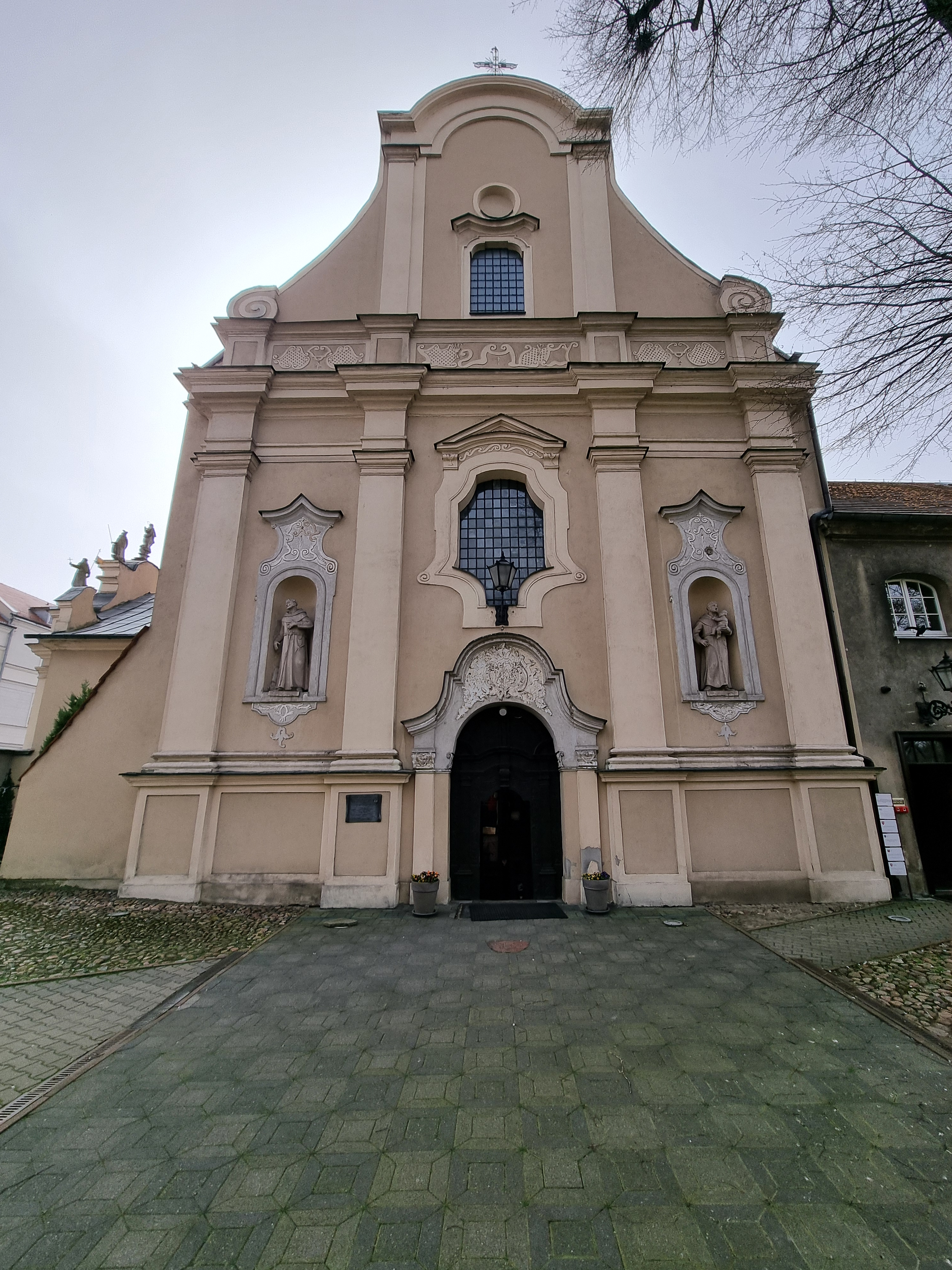
Fasada kościoła
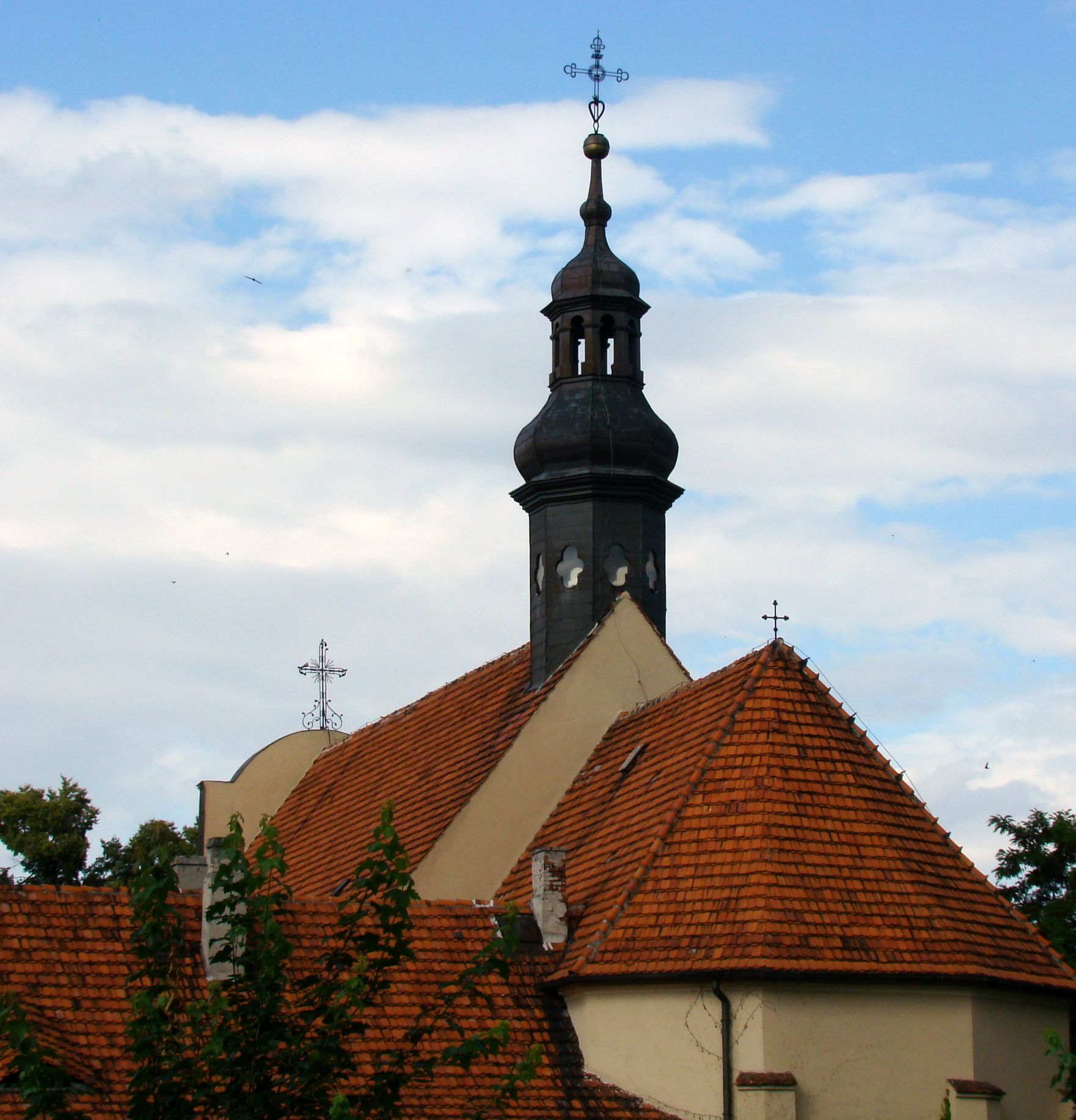
Widok na wieżę